# Церква Покрови Пресвятої Богородиці (Новочеркаськ)
Церква Покрови Пресвятої Богородиці (рос. Церковь Покрова Пресвятой Богородицы) — колишній православний храм (старообрядницький) в місті Новочеркаську Області Війська Донського, Росія. Була побудована в 1908 році, архітектурний стиль — еклектика. Перебувала на вулиці Поштовій, 39 (нині вулиця Пушкінська, 41 — на цьому місці зараз будівля пожежної частини № 5).

## Історія
На початку XX століття новочеркаські старообрядці, відчувши потепління у відносинах між православною і старообрядницької церквами, що створилося у зв'язку з опублікуванням царського Маніфесту 1905 року, даровавшего громадянам Російської імперії свободи совісті, слова, зборів і спілок, вирішили побудувати в місті старообрядницький храм. Полегшив їх положення також закон 1906 р. про свободу віросповідання.
У зв'язку з цим новочеркаський козак-старовір Дмитро Федорович Байдалаков пожертвував під будівництво храму своє подвір'я з двома кам'яними будинками на вулиці Поштовій. Отримавши дозвіл на будівництво своєї церкви, старообрядці закінчили її будівництво в 1907 році. Внутрішній розпис храму виконав художник Іван Федорович Попов, який брав участь у розписі Соборного храму війська Донського. Всередині церкви, за словами сучасників, був виконаний красивий блакитний іконостас з позолотою. 26 жовтня 1908 року відбулося освячення цього старообрядницького храму, вчинене приїхали з Москви старообрядницьких архієпископом Іоанном Картушиным, якому допомагав єпископ Феодосій. Державна влада була представлена військовим наказним отаманом — генералом від кавалерії O. В. Самсоновым.
Після жовтневого перевороту церква була знищена. На цій же Поштовій вулиці в 300 метрах один від одного знаходилися дві Миколаївські церкви — одна православна на Микільській площі (нині площа Левскі), інша старообрядницька біля Олександрівського саду. Вони теж були зруйновані.

## Галерея

Исторические фотографии
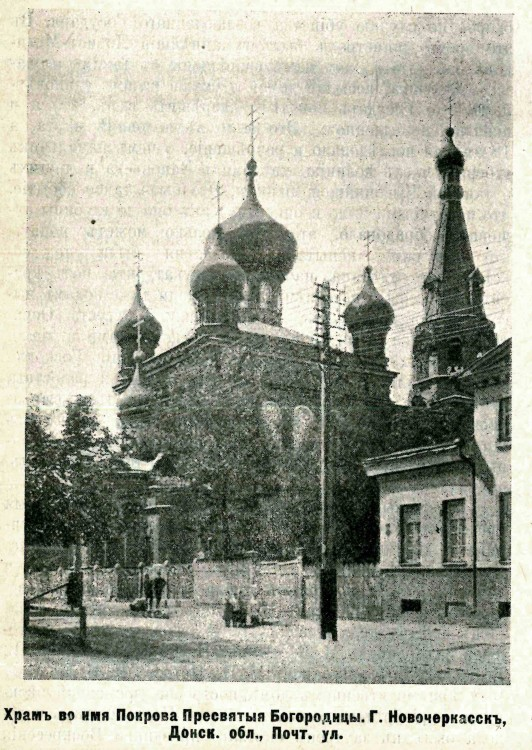
Зовнішній вигляд церкви
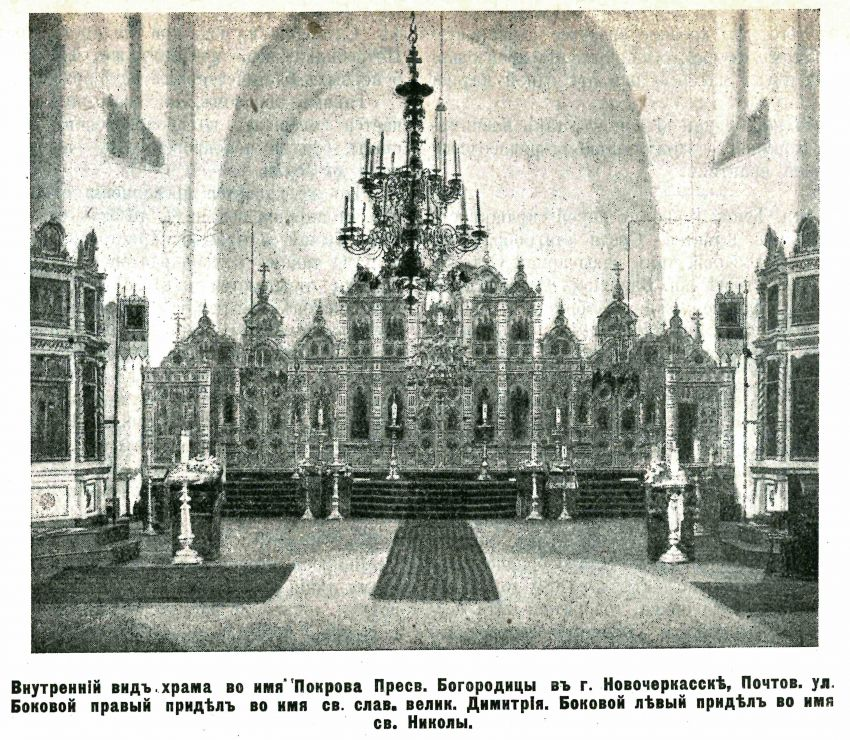
Внутрішній вигляд церкви